# Ringer-Ozeanienmeisterschaften
Ringer-Ozeanienmeisterschaften sind kontinentale Titelkämpfe im Ringen für Teilnehmer aus den ozeanischen Ländern, zu denen auch Australien und Neuseeland gehören. Erstmals wurden Ozeanienmeisterschaften im Freistil 1986 veranstaltet. Für Frauen gab es 1995 das erste Turnier. Ein Jahr später gab es dann auch erstmals ein Turnier im griechisch-römischen Stil.
Aufgrund der oft geringen Teilnehmerzahl wurden die Gewichtsklassen oft anders ausgelegt oder auch ganz weggelassen.
Seit 2010 die Meisterschaften zusammen mit den Meisterschaften der Kadetten und Junioren sowie den Meisterschaften im Beach Wrestling und anderen Ringkampfarten wie dem Grappling ausgetragen.

## Teilnehmende Mannschaften
Diese Nationen und Teams nahmen bislang an Ozeanienmeisterschaften teil: Amerikanisch-Samoa, Australien, Fidschi, Guam, Hawaii (1986), Japan (2004), Marshallinseln, Mikronesien (Föderierte Staaten), Mikronesien-CHK (2005), Mikronesien-Yap (2005), Neuseeland, Neuseeland-Südinsel (1997), Palau, Papua-Neuguinea, Salomonen, Samoa (Westsamoa), Südkorea (2005), Taiwan.

## Überblick
|           | Griechisch-römisch            | Griechisch-römisch            | Freistil                      | Freistil                      | Frauen                        | Frauen                        |                               |
| OM        | Austragungsort                | Erfolgreichste Nation         | Austragungsort                | Erfolgreichste Nation         | Austragungsort                | Erfolgreichste Nation         | Gwk                           |
| --------- | ----------------------------- | ----------------------------- | ----------------------------- | ----------------------------- | ----------------------------- | ----------------------------- | ----------------------------- |
| 1986      |                               |                               | Auckland                      | Neuseeland                    |                               |                               | 10                            |
| 1987      | keine Ozeanienmeisterschaften | keine Ozeanienmeisterschaften | keine Ozeanienmeisterschaften | keine Ozeanienmeisterschaften | keine Ozeanienmeisterschaften | keine Ozeanienmeisterschaften | keine Ozeanienmeisterschaften |
| 1988      |                               |                               | Melbourne                     | Australien                    |                               |                               | 10                            |
| 1989      | keine Ozeanienmeisterschaften | keine Ozeanienmeisterschaften | keine Ozeanienmeisterschaften | keine Ozeanienmeisterschaften | keine Ozeanienmeisterschaften | keine Ozeanienmeisterschaften | keine Ozeanienmeisterschaften |
| 1990      |                               |                               | Auckland                      | Australien                    |                               |                               | 10                            |
| 1991      | keine Ozeanienmeisterschaften | keine Ozeanienmeisterschaften | keine Ozeanienmeisterschaften | keine Ozeanienmeisterschaften | keine Ozeanienmeisterschaften | keine Ozeanienmeisterschaften | keine Ozeanienmeisterschaften |
| 1992      |                               |                               | ?                             | Neuseeland                    |                               |                               | 10                            |
| 1993/94   | keine Ozeanienmeisterschaften | keine Ozeanienmeisterschaften | keine Ozeanienmeisterschaften | keine Ozeanienmeisterschaften | keine Ozeanienmeisterschaften | keine Ozeanienmeisterschaften | keine Ozeanienmeisterschaften |
| 1995      |                               |                               | Melbourne                     | Australien                    | Melbourne                     | Australien                    | 10/5                          |
| 1996      | Footscray                     | Australien                    | Footscray                     | Australien                    | Footscray                     | Australien                    | 10/10/7                       |
| 1997      | Mount Maunganui               | Australien                    | Mount Maunganui               | Australien                    | Mount Maunganui               | Neuseeland                    | 8/8/5                         |
| 1998      |                               |                               | Sydney                        | Australien                    |                               |                               | 8                             |
| 1999      | Dunedin                       | Neuseeland                    | Dunedin                       | Neuseeland                    | Dunedin                       | Taiwan                        | 8/8/4                         |
| 2000      | Melbourne                     | Australien                    | Melbourne                     | Australien                    |                               |                               | 8                             |
| 2001      | Tumon                         | Neuseeland                    | Tumon                         | Neuseeland                    | Tumon                         | Guam                          | 8/8/1                         |
| 2002      | Koror                         | Australien                    | Koror                         | Australien                    | Koror                         | Australien                    | 7/7/6                         |
| 2003      | keine Ozeanienmeisterschaften | keine Ozeanienmeisterschaften | keine Ozeanienmeisterschaften | keine Ozeanienmeisterschaften | keine Ozeanienmeisterschaften | keine Ozeanienmeisterschaften | keine Ozeanienmeisterschaften |
| 2004      | Dedeno                        | Japan                         | Dedeno                        | Japan                         | Dedeno                        | Japan                         | 7/7/5                         |
| 2005      | Pohnpei                       | Guam                          | Pohnpei                       | Mikronesien (FSM)             | Pohnpei                       | Guam                          | 7/7/1                         |
| 2006      | Surfers Paradise              | Australien                    | Surfers Paradise              | Neuseeland                    | Surfers Paradise              | Neuseeland                    | 5/5/1                         |
| 2007      | Hamilton                      | Australien                    | Hamilton                      | Australien                    | Hamilton                      | Australien                    | 7/7/4                         |
| 2008      | Canberra                      | Australien                    | Canberra                      | Australien                    | Canberra                      | Australien/Neuseeland         | 6/7/3                         |
| 2009      | Samoa Apia                    | Salomonen                     | Apia                          | Neuseeland                    | Apia                          | Samoa                         | 5/6/6                         |
| 2010      | Samoa                         | Australien                    | Samoa                         | Australien                    | Samoa                         | Australien                    | 7/7/5                         |
| 2011      | Apia                          | Australien                    | Apia                          | Australien                    | Apia                          | Amerikanisch-Samoa            | 7/7/5                         |
| 2012      | Sydney                        | Australien                    | Sydney                        | Australien                    | Sydney                        | Australien                    | 6/7/3                         |
| 2013      | Tumon                         | Guam                          | Tumon                         | Guam                          | Tumon                         | ?                             | 5/5/3                         |
| 2014      | Pago Pago                     | Amerikanisch-Samoa            | Pago Pago                     | Neuseeland                    | Pago Pago                     | Australien                    | 8/6/3                         |
| 2015      | Majuro                        | Australien                    | Majuro                        | Australien, Palau             | Majuro                        | Marshallinseln                | 8/8/3                         |
| 2016      | Hamilton                      | Neuseeland                    | Hamilton                      | Neuseeland                    | Hamilton                      | Australien                    | 8/8/7                         |
| 2017      | Pirae                         | ?                             | Pirae                         | Neuseeland                    | Pirae                         | Neuseeland                    | 8                             |
| 2018      | Yigo                          | Palau                         | Yigo                          | Guam                          | Yigo                          | Guam                          | 10/10/4                       |
| 2019      | Yona                          | Palau                         | Yona                          | Guam                          | Yona                          | Neuseeland                    | 7/8/4                         |
| 2020–2022 | keine Ozeanienmeisterschaften | keine Ozeanienmeisterschaften | keine Ozeanienmeisterschaften | keine Ozeanienmeisterschaften | keine Ozeanienmeisterschaften | keine Ozeanienmeisterschaften | keine Ozeanienmeisterschaften |